# Consorzio di bonifica Est Ticino Villoresi
Il Consorzio di bonifica Est Ticino Villoresi (chiamato anche ETVilloresi o ETV) è un ente pubblico economico, che nasce dall’associazione di tutti i proprietari di terreni e fabbricati situati all’interno del suo comprensorio.

## Il consorzio
Il consorzio abbraccia un territorio di quasi 4.000 chilometri quadrati i cui confini naturali sono definiti grossomodo dai fiumi Ticino, Adda, Lambro e Po. Si estende su 7 province lombarde (Milano, Monza, Lecco, Como, Varese, Pavia e Lodi) e 432 comuni con quasi 5.700.000 abitanti. 
Ogni cinque anni, i 260.000 consorziati sono chiamati a eleggere direttamente 12 rappresentanti che vanno a costituire il Consiglio di Amministrazione insieme a 3 componenti nominati da Regione Lombardia, dagli enti locali e dalla Città Metropolitana di Milano. La sede centrale del consorzio si trova a Milano, In tutto il territorio sono presenti 10 sedi che ospitano uffici amministrativi e presidi operativi.

## Compiti di ETVilloresi
ETVilloresi ha il compito di regolare e distribuire l’acqua destinata ad usi irrigui e produttivi. Attraverso la bonifica idraulica l'ente si è occupato storicamente di mettere in salvaguardia soprattutto le campagne dagli eccessi di acqua che caratterizzavano in particolare nella parte pavese. Dagli anni 2000 l'ente, su richiesta di Regione Lombardia, contribuisce agli interventi per mettere in sicurezza anche le zone più urbanizzate 

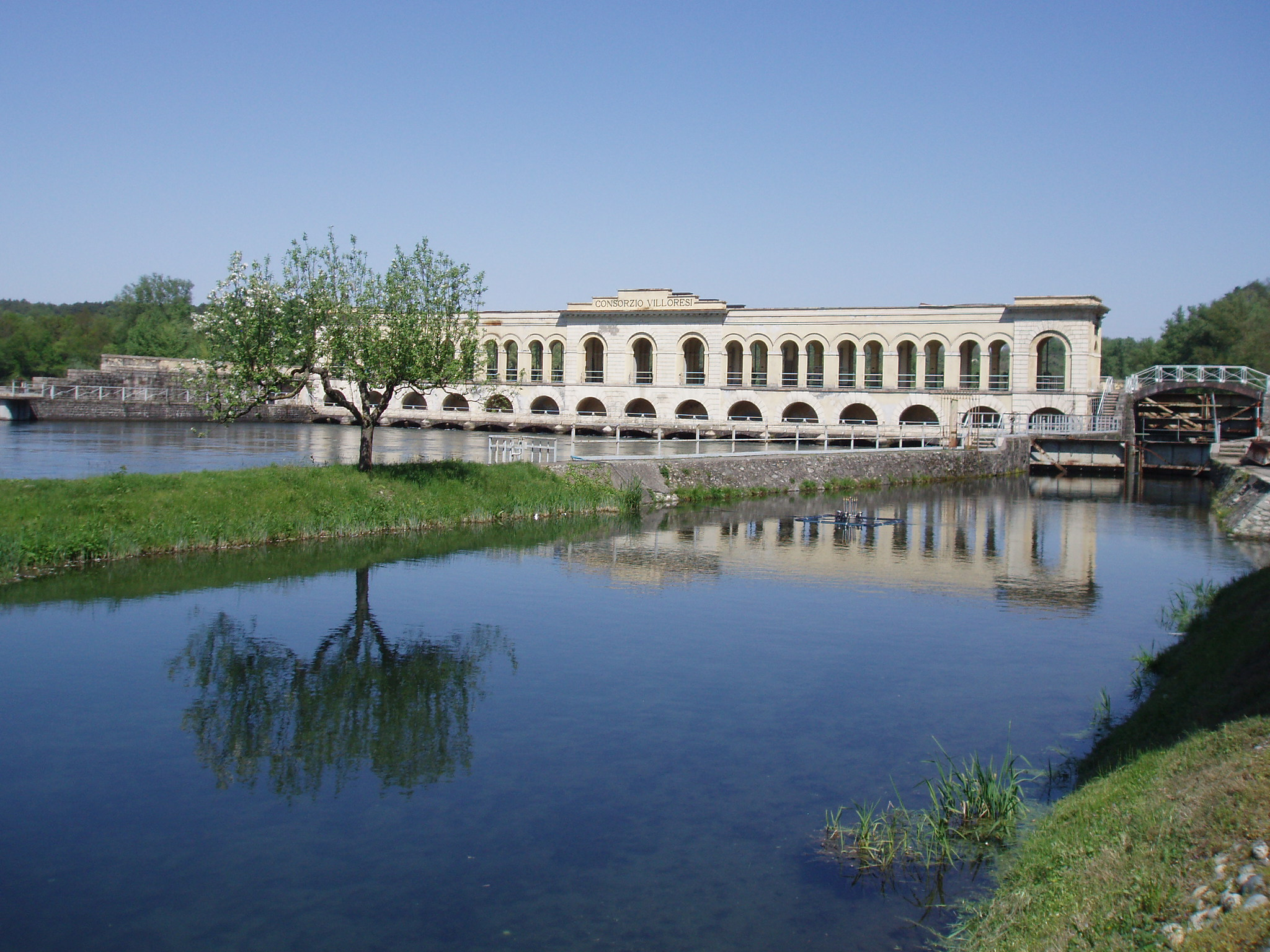
Dighe del Panperduto

### La rete idraulica
La rete idraulica gestita da ETVilloresi è la seguente: 
Dighe del Panperduto, Canale Villoresi, Naviglio Grande, Naviglio di Bereguardo, Naviglio idi Pavia,k Naviglio Martesana, Naviglio di Paderno, iVia d’Acqua Nord, canali del Basso Pavese.

## La storia
Le origini del Consorzio di bonifica Est Ticino Villoresi risalgono alla fine del XIX secolo. Nel 1872 nasce il Consorzio dei Canali dell’Alta Lombardia, il più lontano antenato dell'odierno ETVilloresi e viene fondato per costruire proprio il Canale Villoresi, nato da un'idea del 1862 quando Eugenio Villoresi, un ingegnere fino a quel momento occupato nell’amministrazione di un’azienda agraria di Zibido San Giacomo, alle porte di Milano, inizia a lavorare al progetto.
Il Canale fu poi costruito dalla Società italiana per le Condotte d'acqua e inaugurato il 28 aprile 1884. 
Nel 1911 il nuovo "Consorzio d'irrigazione del Canale Villoresi", subentrò nella gestione sia al precedente Consorzio che alla Società Condotte.
Seguendo il cambiamento delle leggi in materia, nel 1938 l'ente divenne "Consorzio di miglioramento fondiario Eugenio Villoresi" e nel 1975 Consorzio di Bonifica Eugenio Villoresi.
Negli anni a cavallo del 1900 si erano formati anche numerosi altri consorzi per la gestione dei problemi idraulici sul territorio oggi gestito da ETVilloresi. 
Tra il 1980 e il 1986 Regione Lombardia riorganizzò in comprensori tutta la gestione delle bonifiche e dell'irrigazione. Il comprensorio numero 4, chiamato Est Ticino Villoresi, venne affidato al Consorzio che nel 1990 iniziò a chiamrsi col nome attuale.
In particolare vennero progressivamente integrati nell'ETVilloresi il Consorzio idraulico e di bonifica del Basso Pavese e i comprensori di Varese e della Brianza. Parallelamente passarono in gestione ad ETVilloresi anche i Navigli intorno a MIlano, sino ad allora gestiti direttamente dallo Stato, in quanto canali demaniali. 
Il Consorzio dal 2015 è diventato anche Autorità per la Navigazione sulla rete di canali gestiti e adatti allo scopo nautico.